# Rosa Freire d'Aguiar
 (août 2023).
La mise en forme du texte ne suit pas les recommandations de Wikipédia : il faut le « wikifier ».
Les points d'amélioration suivants sont les cas les plus fréquents :
- Les titres sont pré-formatés par le logiciel. Ils ne sont ni en capitales, ni en gras.
- Le texte ne doit pas être écrit en capitales (les noms de famille non plus), ni en gras, ni en italique, ni en « petit »…
- Le gras n'est utilisé que pour surligner le titre de l'article dans l'introduction, une seule fois.
- L'italique est rarement utilisé : mots en langue étrangère, titres d'œuvres, noms de bateaux, etc.
- Les citations ne sont pas en italique mais en corps de texte normal. Elles sont entourées par des guillemets français : « et ».
- Les listes à puces sont à éviter, des paragraphes rédigés étant largement préférés. Les tableaux sont à réserver à la présentation de données structurées (résultats, etc.).
- Les appels de note de bas de page (petits chiffres en exposant, introduits par l'outil «  Source ») sont à placer entre la fin de phrase et le point final[comme ça].
- Les liens internes (vers d'autres articles de Wikipédia) sont à choisir avec parcimonie. Créez des liens vers des articles approfondissant le sujet. Les termes génériques sans rapport avec le sujet sont à éviter, ainsi que les répétitions de liens vers un même terme.
- Les liens externes sont à placer uniquement dans une section « Liens externes », à la fin de l'article. Ces liens sont à choisir avec parcimonie suivant les règles définies. Si un lien sert de source à l'article, son insertion dans le texte est à faire par les notes de bas de page.
- La présentation des références doit suivre les conventions bibliographiques. Il est recommandé d'utiliser les modèles {{Ouvrage}}, {{Chapitre}}, {{Article}}, {{Lien web}} et/ou {{Bibliographie}}. Le mode d'édition visuel peut mettre en forme automatiquement les références.
- Insérer une infobox (cadre d'informations à droite) n'est pas obligatoire pour parachever la mise en page.

Pour une aide détaillée, merci de consulter Aide:Wikification.
Si vous pensez que ces points ont été résolus, vous pouvez retirer ce bandeau et améliorer la mise en forme d'un autre article.
 (janvier 2024).
Rosa Freire d'Aguiar, née le 28 août 1948 à Rio de Janeiro, est une journaliste, éditrice et traductrice brésilienne.

## Biographie
Diplômée en journalisme à l’Université Catholique de Rio de Janeiro (1971), elle a été reporter et rédactrice des magazines Manchete (disponible intégralement à la Bibliothèque Nationale du Brésil), Fatos & Fotos et  Encyclopédie Bloch, de Bloch Editores, à Rio de Janeiro. En 1973, elle s'installe à Paris, comme correspondante de Bloch Editores.
Entre 1977 et 1985, toujours à Paris, elle a été correspondante du newsmagasine “Isto É” et du “Jornal da República”, et collaboratrice de la revue “ArteHoje”. Parmi ses reportages, on peut citer la redémocratisation de l'Espagne; l'exil de l'Ayatollah Khomeiny et la révolution iranienne, 1979-1980; le procès de la Bande des Quatre à Pékin en 1980; la guerre du Liban de 1982; le mouvement pour la paix en Allemagne en 1983.
Elle a également réalisé plusieurs interviews avec des intellectuels et des artistes, tels que Élisabeth Badinter, Ernesto Sabato, Eugène Ionesco, Fernand Braudel, Georges Simenon, Jorge Semprún, Julio Cortázar, Michel Serres, Peter Brook, Roland Barthes, Romain Gary, Raymond Aron et Simone Veil.
En 1979, elle épouse l'économiste Celso Furtado, exilé brésilien en France depuis 1964 et professeur d’économie à la Sorbonne.
En 1986, de retour au Brésil où son mari devient ministre de la Culture,, Rosa Freire d’Aguiar quitte le journalisme pour l’édition et les traductions. Depuis elle a traduit plus d’une centaine de titres de littérature et sciences humaines, principalement pour Companhia das Letras et Editora Todavia.
Entre autres, elle a traduit Louis-Ferdinand Céline, Italo Calvino, Michel de Montaigne, Claude Lévi-Strauss, Pierre Bourdieu, Marquis de Sade, Honoré de Balzac et Marcel Proust. Elle a reçu le prix União Latina de Tradução Científica e Técnica, en 2001, pour la traduction du livre “L'univers, les dieux, les hommes”, de Jean-Pierre Vernant; le prix Jabuti (2009) pour la traduction du livre “L'élégance du hérisson”, de Muriel Barbery; le prix de Traduction Paulo Rónai (2019), de la Bibliothèque Nationale du Brésil, pour le livre “Bussola”, de Mathias Énard.
En tant qu'auteure, en plus de nombreux articles, elle a publié “Memória de tradutora” (Escritório do Livro, Florianópolis, 2004) et "Sempre Paris – crônica de uma cidade, seus escritores e artistas" (Cia. das Letras, São Paulo, 2023). Lauréat du prix Jabuti – Meilleur livre de chroniques (2024) et du prix Jabuti – Livre de l’année (2024). Pour la traduction de Manet : une révolution symbolique, elle a remporté la première place dans la catégorie Traduction du prix ABEU (Association brésilienne des éditeurs universitaires) (2024). En 2019, elle a publié l’e-book “Palavra puxa palavra: uma homenagem aos 70 anos da saga O tempo e o vento” (Cia. das Letras), avec son entretien avec l’écrivain brésilien Érico Veríssimo.
Rosa Freire d'Aguiar a été la fondatrice du Centre International Celso Furtado pour les Politiques de Développement - CICEF - en novembre 2005, aux côtés d'intellectuels et de politiciens brésiliens et étrangers. Entre 2005 et 2009, elle a été la première présidente culturelle de l'association, après avoir siégé à son Conseil Délibérativ jusqu'en 2012. En 2019, elle a fait don de la bibliothèque et des archives de son mari Celso Furtado (1920-2004) à l'Institut d'Études Brésiliennes - IEB, de l’Université de São Paulo.